# Days of Future Passed
Days of Future Passed ist das zweite Studioalbum der britischen Band The Moody Blues. Es erschien im Jahr 1967 bei Deram Records und enthielt die spätere Hitsingle Nights in White Satin. Das Konzeptalbum ist eines der ersten der Rockgeschichte und gilt zudem als Wegbereiter des frühen Psychedelic und Progressive Rock.

## Entstehung und Veröffentlichung
Nach zweieinhalb nur anfangs erfolgreichen Jahren als Rhythm-and-Blues-Band verließen die Gründungsmitglieder Clint Warwick (für ihn kam Rod Clark) und kurz darauf Denny Laine The Moody Blues. Laine und Clark wurden durch Justin Hayward und John Lodge ersetzt. Einer angeblichen Verpflichtung durch Decca Records, eine Adaption von Antonín Dvořáks 9. Sinfonie einzuspielen, kam die Band nicht nach und spielte stattdessen mit Produzent Tony Clarke, Dirigent Peter Knight und dem London Festival Orchestra eigenes Material ein.
Days of Future Passed erschien im November 1967. Nach mehreren LP-Auflagen wurde das Album 1986 erstmals auf CD veröffentlicht. Spätere remasterte Versionen enthielten teilweise alternative Versionen als Bonus-Titel.

## Titelliste

### Seite 1
1. The Day Begins – 5:51
2. Dawn: Dawn Is a Feeling – 3:49
3. The Morning: Another Morning – 3:56
4. Lunch Break: Peak Hour – 5:29

### Seite 2
1. The Afternoon – 8:23
  1. Forever Afternoon (Tuesday?)
  2. (Evening) Time to Get Away
2. Evening – 6:40
  1. The Sun Set
  2. Twilight Time
3. The Night: Nights in White Satin – 7:26

### Bonus-Titel 2008
1. Don't Let Me Be Misunderstood – 2:25
2. Fly Me High – 2:54
3. I Really Haven’t Got the Time – 3:07
4. Love and Beauty – 2:24
5. Leave this Man Alone – 2:29
6. Cities  – 2:23
7. Tuesday Afternoon – 4:20
8. Dawn Is a Feeling  – 2:19
9. The Sun Set – 2:49
10. Twilight Time – 2:27

### Bonus-CD 2006
Alternate Versions & Outtakes
1. Tuesday Afternoon – 4:20
2. Dawn Is a Feeling  – 2:19
3. The Sun Set – 2:49
4. Twilight Time – 2:27

1967 Mono Single Masters
1. Nights in White Satin – 4:25
2. Fly Me High – 2:54
3. I Really Haven’t Got the Time – 3:07
4. Love and Beauty – 2:24
5. Leave this Man Alone – 2:29
6. Cities  – 2:23

1967 Studio Recordings
1. Long Summer Days – 3:13
2. Please Think about It – 3:40

BBC Radio Sessions
1. Don't Let Me Be Misunderstood – 2:23
2. Love and Beauty – 2:12
3. Leave this Man Alone – 2:52
4. Peak Hour – 3:22
5. Nights in White Satin – 3:48
6. Fly Me High – 2:45
7. Twilight Time – 2:08

## Stil
The Moody Blues verbinden auf dem Album melodiösen Pop, psychedelisch angehauchten Artrock und üppige orchestrale Klassik sowie Einflüsse aus Beatmusik und Musical. Das Sinfonieorchester wird meist für Vor- und Zwischenspiele eingesetzt, deren Motive von der Band in den Rockpassagen teilweise aufgenommen werden. Neben dem harmonischen Gesang gibt es auch gesprochene Prologe. Die Stücke sind oft in gemächlichem Tempo gehalten. Die Liedtexte schildern den Verlauf eines typischen Arbeitstages.

## Rezeption
Days of Future Passed wurde ein erfolgreiches Album für die Band. Es hielt sich über zwei Jahre in den Billboard 200, die Single Nights in White Satin erreichte mehrmals die Charts und ist eines der bekanntesten Stücke der Band. Das Album gilt als eines der wichtigsten seiner Zeit, da es den Weg ebnete für ambitionierte Konzeptalben, Klassik-Rock-Kreuzungen und somit für wichtige Merkmale des Progressive Rock. Auf den Babyblauen Seiten wird zwar mitunter kritisiert, die Musik sei süßlich oder kitschig; Robert Christgau jedoch hält Days of Future Passed für ein essenzielles Album des Jahres 1967 und das Musikmagazin eclipsed nahm es in seine Liste der 150 wichtigsten Prog-Alben auf.
Die britische Musikzeitschrift Classic Rock listete das Album im Juli 2010 als eines der 50 Musikalben, die den Progressive Rock geprägt haben.